# Diplusodon villosus
Diplusodon villosus là một loài thực vật có hoa trong họ Lythraceae. Loài này được Pohl mô tả khoa học đầu tiên năm 1827.